# Длинноволосая крыса
Длинноволосая крыса (лат. Rattus villosissimus) — один из видов грызунов рода крыс (Rattus).
Этот вид является эндемиком центральной и северной Австралии. Живёт в засушливых или пустынных районах.
Как правило, ведёт ночной образ жизни. Это наземный вид. Имеет очень высокий репродуктивный потенциал.
Серьёзных угроз для вида нет. Вид присутствует в некоторых охраняемых районах.